# 부슬라트
《부슬라트》(튀르키예어: Vuslat)는 2019년 방영된 터키의 텔레비전 드라마이다.